# Tvegränaören
Tvegränaören is een van de eilanden van de Lule-archipel. De Lule-archipel ligt in het noorden van de Botnische Golf en hoort bij Zweden. Het eiland ligt samen met Skepparskäret en een zandbank tussen Sigfridsön en Nagelskäret in. Het heeft geen oeververbinding. Aan de westkust staat een klein huis.